# 小室等の新音楽夜話
『小室等の新音楽夜話』（こむろひとしのしんおんがくやわ）は、東京メトロポリタンテレビジョン（TOKYO MX）の音楽番組である。2014年（平成26年）4月5日から2018年（平成30年）3月31日まで放送されていた。
本番組は、エフエム東京（TOKYO FM）で放送された『小室等の音楽夜話』をテレビを移したリメイク版で、シンガーソングライターの小室等を司会に、主にフォークソング全盛の時代に活躍した歌手をゲストに迎えて、歌とトークを繰り広げる。
なお小室はMXTVの開局から1年ほど、深夜番組「Log in TOKYO（第1部）」の火曜司会（1996年4月からは葉千栄と隔週で月曜司会）を務めていたことがある。
2025年1月2日の11:00-12:00、東京メトロポリタンテレビジョンにて「小室等のシン音楽夜話2025 -歌が空から降れば-」が放送された。過去の放送のダイジェストに小室がコメントを寄せる形であった。2月27日・28日に一ツ橋ホールで行われる予定であった「コムロ・デ・フェスティバル 小室等de音楽祭 -コムロヒトシとは何者だったのか!?-」の宣伝番組であった。

## 放送日時
2018年3月時点。
- 初回  土曜日7:30-7:55（MX1）
- 再放送  翌月曜日23:30-23:55（MX2）

2016年7月時点。
- 初回　水曜日20:30-20:55（MX1）※「パ・リーグ応援宣言!ホークス中継」で当該時間帯に放送出来ない場合は日曜朝8:30に放送される。
- 再放送　翌木曜日23:30-23:55（MX2）

過去の放送時間。
- 土曜日21:30-21:55（2014年4月 - 2015年3月）
- 土曜日21:00-21:25（2015年4月 - 2016年6月）

## ゲスト
| 回数               | 放送日         | ゲスト                                        | セッション （オリジナルライブ）                                                        |
| ------------------ | -------------- | --------------------------------------------- | -------------------------------------------------------------------------------------- |
| 第01回             | 2014年4月5日   | 尾崎亜美                                      | マイ・ピュア・レディ（feat. 小原礼・小室等）                                           |
| 第02回             | 2014年4月12日  | 尾崎亜美 ムッシュかまやつ                     | どうにかなるさ（feat. 小原礼・小室等）                                                 |
| 第03回             | 2014年4月19日  | ムッシュかまやつ                              | あの時君は若かった（feat. 小室等）                                                     |
| 第04回             | 2014年4月26日  | 白鳥英美子                                    | 花はどこへ行った（feat. 小室等）                                                       |
| 第05回             | 2014年5月3日   | 南佳孝                                        | スローなブギにしてくれ（feat. 小室等）                                                 |
| 第06回             | 2014年5月10日  | 川嶋あい                                      | 旅立ちの日に（feat. 小室等）                                                           |
| 第07回             | 2014年5月17日  | ばんばひろふみ                                | 『いちご白書』をもう一度（feat. 小室等）                                               |
| 第08回             | 2014年5月24日  | 斉藤哲夫                                      | グッド・タイム・ミュージック（feat. 小室等）                                           |
| 第09回             | 2014年5月31日  | 田中健                                        | コンドルは飛んで行く（feat. 小室等）                                                   |
| 第10回             | 2014年6月7日   | 丸山圭子                                      | どうぞこのまま（feat. 小室等）                                                         |
| 第11回             | 2014年6月14日  | 鈴木康広                                      | でももう花はいらない（feat. 小室等）                                                   |
| 第12回             | 2014年6月21日  | 斉藤安弘                                      | 雨のベラルーシ（feat. 小室等）                                                         |
| 第13回             | 2014年6月28日  | りりィ 洋士                                   | 私は泣いています（feat. 小室等）                                                       |
| 第14回             | 2014年7月5日   | やなわらばー                                  | 花（feat. 小室等） ゆくい（feat. 小室等）                                              |
| 第15回             | 2014年7月12日  | ブレッド&バター                               | マリエ（feat. 小室等） あの頃のまま（feat. 小室等）                                    |
| 第16回             | 2014年7月19日  | 杉田二郎                                      | 戦争を知らない子供たち（feat. 小室等） 風（feat. 小室等）                              |
| 第17回             | 2014年8月2日   | 木根尚登                                      | 雨が空から降れば（feat. 小室等） 武蔵小金井からの手紙（feat. 小室等）                  |
| 第18回             | 2014年8月9日   | スターダストレビュー                          | [ 注 1 ]                                                                               |
| 第19回             | 2014年8月16日  | スターダストレビュー                          | [ 注 1 ]                                                                               |
| 第20回             | 2014年8月23日  | マイク眞木                                    | 気楽に行こう バラが咲いた                                                              |
| 第21回             | 2014年8月30日  | きたやまおさむ                                | 港 あの素晴しい愛をもう一度                                                            |
| 第22回             | 2014年9月7日   | 八神純子                                      | みずいろの雨 今日の終わりに                                                            |
| 第23回             | 2014年9月13日  | 押尾コータロー                                | ちいさな輝き 彼方へ                                                                    |
| 第24回             | 2014年9月20日  | 六文銭'09                                     | [ 注 1 ]                                                                               |
| 第25回             | 2014年9月27日  | 六文銭'09                                     | [ 注 1 ]                                                                               |
| 第26回             | 2014年10月4日  | 山口智充                                      | フォークギター 自分のまんまで                                                          |
| 第27回             | 2014年10月11日 | 山崎ハコ                                      | 望郷 縁                                                                                |
| 第28回             | 2014年10月18日 | 原田真二                                      | キャンディ タイム・トラベル                                                            |
| 第29回             | 2014年10月25日 | 辛島美登里                                    | サイレント・イヴ あなたは知らない                                                      |
| 第30回             | 2014年11月1日  | HUKUROH                                       | 20歳の冬の回帰線 十六夜の月                                                            |
| 第31回             | 2014年11月8日  | 上條恒彦                                      | だれかが風の中で ひぐれびわ色影法師                                                    |
| 第32回             | 2014年11月15日 | 中村中                                        | 友達の詩 同級生                                                                        |
| 第33回             | 2014年11月22日 | あがた森魚                                    | 赤色エレジー 夢が叶えられる街では                                                      |
| 第34回             | 2014年11月29日 | EPO                                           | DOWN TOWN たったひとつの                                                               |
| 第35回             | 2014年12月6日  | 細坪基佳                                      | 白い冬 旧友 (old friend)                                                               |
| 第36回             | 2014年12月13日 | 笑福亭鶴瓶                                    | 比叡おろし                                                                             |
| 第37回             | 2014年12月20日 | 李政美                                        | ひでり 京成線                                                                          |
| 第38回             | 2014年12月27日 | 六文銭'09 with スターダスト☆レビュー          |                                                                                        |
| 第39回             | 2015年1月4日   | 新春スペシャル プレミアムライブ・コレクション | 新春スペシャル プレミアムライブ・コレクション                                          |
| 第40回             | 2015年1月10日  | 吉田山田                                      | 日々 約束のマーチ                                                                      |
| 第41回             | 2015年1月17日  | 杉真理                                        | ウイスキーが、お好きでしょ やさしさにおかえり                                          |
| 第42回             | 2015年1月24日  | 藤田恵美                                      | ひだまりの詩 飲んじゃって…                                                             |
| 第43回             | 2015年2月1日   | 浦沢直樹                                      | Bob Lennon 漫勉                                                                        |
| 第44回             | 2015年2月7日   | 中川イサト                                    | 星めぐりの歌 500 Miles                                                                 |
| 第45回             | 2015年2月14日  | サンプラザ中野くん                            | Runner 大きな玉ねぎの下で 〜はるかなる想い                                             |
| 第46回             | 2015年2月21日  | 高田漣                                        | 自転車にのって コーヒーブルース                                                        |
| 第47回             | 2015年2月28日  | なぎら健壱                                    | 生活の柄 愛の絆                                                                        |
| 第48回             | 2015年3月7日   | ブラザーズ5                                   | [ 注 4 ]                                                                               |
| 第49回             | 2015年3月14日  | ブラザーズ5                                   | [ 注 4 ]                                                                               |
| 第50回             | 2015年3月21日  | 南こうせつ                                    | [ 注 4 ]                                                                               |
| 第51回             | 2015年3月28日  | 南こうせつ                                    | [ 注 4 ]                                                                               |
| 第52回             | 2015年4月4日   | 坂田明                                        | LOOK AT ME ひまわり                                                                    |
| 第53回             | 2015年4月11日  | 大野真澄                                      | 学生街の喫茶店 ワンパイントのラム酒に乾杯                                              |
| 第54回             | 2015年4月18日  | 永井龍雲                                      | 道標ない旅 ルリカケス                                                                  |
| 第55回             | 2015年4月25日  | 徳武弘文                                      | Mr.Sandman キース                                                                      |
| 第56回             | 2015年5月2日   | 大塚まさじ                                    | 天王寺想い出通り プカプカ                                                              |
| 第57回             | 2015年5月9日   | 井上陽水                                      |                                                                                        |
| 第58回             | 2015年5月16日  | 井上陽水                                      |                                                                                        |
| 第59回             | 2015年5月23日  | 青木まり子                                    | 悲しみのジェット・プレーン ふるさとはアジア                                            |
| 第60回             | 2015年5月30日  | 友部正人                                      | 夕日は昇る 朝は詩人                                                                    |
| 第61回             | 2015年6月6日   | りんけんバンド                                | 肝にかかてぃ 多幸山／唐船ドーイ                                                        |
| 第62回             | 2015年6月13日  | 村上ゆき                                      | おかえりなさい 友だちから                                                              |
| 第63回             | 2015年6月20日  | 白井貴子                                      | あの素晴しい愛をもう一度 CHANCE!                                                       |
| 第64回             | 2015年6月27日  | 堀内孝雄                                      | 人生雨のち時々晴れ 遠くで汽笛を聞きながら                                              |
| 第65回             | 2015年7月4日   | 遠藤賢司                                      | カレーライス 夢よ叫べ                                                                  |
| 第66回             | 2015年7月11日  | 普天間かおり                                  | ハレルヤ 守りたいもの                                                                  |
| 第67回             | 2015年7月18日  | 紙ふうせん                                    | 冬が来る前に 竹田の子守唄                                                              |
| 第68回             | 2015年7月25日  | リクオ                                        | ケ・セラ ソウル                                                                        |
| 第69回             | 2015年8月1日   | 伊藤銀次                                      | All Of Me 幸せにさよなら                                                               |
| 第70回             | 2015年8月8日   | うじきつよし                                  | いらいら 自由                                                                          |
| 第71回             | 2015年8月15日  | 三浦和人                                      | 愛はかげろう 風の回廊                                                                  |
| 第72回             | 2015年8月22日  | BORO                                          | 大阪で生まれた女 酒と泪と男と女                                                        |
| 第73回             | 2015年8月29日  | 斉藤哲夫 白井良明                             | されど私の人生 floatin’40                                                              |
| 第74回             | 2015年9月5日   | 伊藤多喜雄                                    | 南中ソーラン節 〜TAKiOのソーラン節〜 貝殻節                                            |
| 第75回             | 2015年9月12日  | 尾崎亜美                                      | マイ・ピュア・レディ 天使のウィンク                                                    |
| 第76回             | 2015年9月19日  | マイク真木 尾崎亜美                           | [ 注 6 ]                                                                               |
| 第77回             | 2015年9月26日  | マイク真木                                    | キャンプだホイ Pua Lililehua                                                           |
| 第78回             | 2015年10月3日  | 渡辺真知子                                    | かもめが翔んだ日 A・N・TA                                                              |
| 第79回             | 2015年10月10日 | ポカスカジャン                                | 八兵衛の一番長い日 帰れない二人                                                        |
| 第80回             | 2015年10月17日 | 小椋佳                                        | シクラメンのかほり さらば青春                                                          |
| 第81回             | 2015年10月31日 | 葛城ユキ                                      | ボヘミアン Freedom                                                                     |
| 第82回             | 2015年11月7日  | 小山卓治                                      | 種の歌 ハヤブサよ                                                                      |
| 第83回             | 2015年11月14日 | 松本英子                                      | Squall 祈り灯                                                                          |
| 第84回             | 2015年11月21日 | ジェリー藤尾                                  | 遠くへ行きたい ダニー・ボーイ                                                          |
| 第85回             | 2015年12月5日  | 長谷川きよし                                  | 愛の讃歌 心震える時                                                                    |
| 第86回             | 2015年12月12日 | 因幡晃                                        | わかって下さい リチャードギアにはなれないけれど                                        |
| 第87回             | 2015年12月19日 | 及川恒平                                      | 雨が空から降れば さよならの歌 ヒゲのはえたスパイ                                       |
| 第88回             | 2016年1月2日   | やなわらばー                                  |                                                                                        |
| 第89回             | 2016年1月9日   | 高橋研 加藤いづみ                             | 翼の折れたエンジェル 好きになって、よかった                                            |
| 第90回             | 2016年1月16日  | キムラ緑子                                    | サルビアの花 街の灯り                                                                  |
| 第91回             | 2016年1月30日  | 上田正樹                                      | 悲しい色やね〜OSAKA BAY BLUES〜 ベートーベン交響曲第9番 第4楽章 上田正樹2015バージョン |
| 第92回             | 2016年2月6日   | 中川五郎                                      | We Shall Overcome/大きな壁が崩れる 腰まで泥まみれ                                      |
| 第93回             | 2016年2月13日  | 杉山清貴                                      | さよならのオーシャン River                                                             |
| 第94回             | 2016年2月20日  | スリーハンサムズ                              | 夕暮れ時はさびしそう 雨は似合わない                                                    |
| 第95回             | 2016年3月5日   | 茶木みやこ                                    | まぼろしの人 60だけど                                                                  |
| 第96回             | 2016年3月12日  | 嘉門達夫                                      | ヤンキーの兄ちゃんのうた ほか                                                          |
| 第97回             | 2016年3月19日  | りりィ 洋士                                   |                                                                                        |
| 第98回             | 2016年4月2日   | 谷川俊太郎 谷川賢作 こむろゆい                |                                                                                        |
| 第99回             | 2016年4月9日   | 谷川俊太郎 谷川賢作 こむろゆい                |                                                                                        |
| 第100回            | 2016年4月16日  | 早川義夫                                      | この世で一番キレイなもの 父さんへの手紙                                                |
| 第101回            | 2016年4月23日  | 小坂忠                                        | 機関車 Forever young                                                                   |
| 第102回            | 2016年4月30日  | 太田惠資                                      | スーホの白い馬（朗読・即興演奏）                                                       |
| 第103回            | 2016年5月7日   | 森山良子                                      | この広い野原いっぱいなど                                                               |
| 第104回            | 2016年5月14日  | 森山良子                                      |                                                                                        |
| 第105回            | 2016年5月21日  | 吉川忠英                                      | 風に吹かれて 草原の音                                                                  |
| 第106回            | 2016年5月28日  | 三上寛                                        | 夢は夜ひらく 青い人・ブルース                                                          |
| 第107回            | 2016年6月4日   | 松尾一彦                                      | 言葉にできない 忘れ得ぬもの                                                            |
| 第108回            | 2016年6月11日  | 佐野史郎                                      | 最后のダンス・ステップ 恋歌                                                            |
| 第109回            | 2016年6月18日  | おおたか静流                                  | 花 東北                                                                                |
| 第110回            | 2016年6月25日  | 梅津和時                                      | ヴェトナミーズ・ゴスペル 東北                                                          |
| 第111回            | 2016年7月6日   | さとう宗幸                                    | 青葉城恋唄 あ・り・が・と・う・の歌                                                    |
| 第112回            | 2016年7月13日  | 平松愛理                                      | 部屋とYシャツと私 追伸                                                                 |
| 第113回            | 2016年7月24日  | 加奈崎芳太郎                                  | 最後の誘惑 さらば東京                                                                  |
| 第114回            | 2016年7月27日  | 清水国明                                      | 生きるチカラ まゆげの唄                                                                |
| 第115回            | 2016年8月3日   | 朝崎郁恵                                      | あはがり おぼくり〜ええうみ                                                            |
| 第116回            | 2016年8月10日  | 加藤登紀子                                    | 百万本のバラ                                                                           |
| 第117回            | 2016年8月17日  | 高木ブー                                      | BEYOND THE REEF Blue Memory                                                            |
| 第118回            | 2016年8月28日  | いとうたかお                                  | あの日ボクらは チークダンス                                                            |
| 第119回            | 2016年8月31日  | カルメン・マキ                                | 時には母のない子のように デラシネ                                                      |
| 第120回            | 2016年9月11日  | 沢田知可子                                    | 会いたい 空を見上げてごらん                                                            |
| 第121回            | 2016年9月14日  | シバ                                          | 愛の国道20号線 バイバイブルーズ                                                        |
| 第122回            | 2016年9月25日  | 洪栄龍                                        | 何の為に 逍遥曲                                                                        |
| 第123回            | 2016年9月28日  | 河島亜奈睦                                    | 生きてりゃいいさ かがみの森                                                            |
| 第124回            | 2016年10月5日  | 中山ラビ                                      | 川にそって その気になってるわ                                                          |
| 第125回            | 2016年10月12日 | 生田敬太郎                                    | この暗い時期にも 途 為るように成る                                                     |
| 第126回            | 2016年10月19日 | 原田真二                                      | てぃーんず ぶるーす Heart Aid                                                          |
| 第127回            | 2016年10月26日 | 四角佳子                                      | ただあたたかくカラッポに うれしくて                                                    |
| 第128回            | 2016年11月2日  | 中川敬                                        | アリラン 満月の夕                                                                      |
| 第129回            | 2016年11月9日  | 鈴木康博                                      | 一億の夜を越えて Early Mornin’ Rain                                                    |
| 第130回            | 2016年11月16日 | オオタスセリ                                  | ストーカーと呼ばないで                                                                 |
| 第131回            | 2016年11月23日 | 飯田圭織                                      | モーニングコーヒー イパネマの娘                                                        |
| 第132回            | 2016年11月30日 | イルカ                                        | [ 注 9 ]                                                                               |
| 第133回            | 2016年12月7日  | イルカ 坂崎幸之助                             | [ 注 9 ]                                                                               |
| 第134回            | 2016年12月14日 | 坂崎幸之助                                    | [ 注 9 ]                                                                               |
| 第135回            | 2016年12月21日 | 坂崎幸之助                                    | [ 注 9 ]                                                                               |
| 第136回            | 2016年12月28日 | 坂崎幸之助 イルカ                             | [ 注 9 ]                                                                               |
| 第137回            | 2017年1月4日   | 杉田次郎                                      | 男どうし ジーンズとハーモニカ                                                          |
| 第138回            | 2017年1月11日  | あんべ光俊                                    | 遠野物語 力は無限大                                                                    |
| 第139回            | 2017年1月18日  | 内藤やす子                                    | 想い出ぼろぼろ あなたがいれば                                                          |
| 第140回            | 2017年1月25日  | 馬場俊英                                      | 弱い虫 アスファルトに咲く花                                                            |
| 第141回            | 2017年2月1日   | 森川美穂                                      | ブルーウォーター Life is beautiful                                                     |
| 第142回            | 2017年2月8日   | 山木康世                                      | 思えば遠くへ来たもんだ 水の底に映った月                                                |
| 第143回            | 2017年2月15日  | 中村耕一                                      | 悲しい日々 Forever Young                                                               |
| 第144回            | 2017年2月22日  | サーカス                                      | Mr.サマータイム 桜色のみち                                                             |
| 第145回            | 2017年3月1日   | 山本恭司                                      | たんぽぽ 選択                                                                          |
| 第146回            | 2017年3月8日   | 田山雅充                                      | 春うらら 人恋しくて                                                                    |
| 第147回            | 2017年3月15日  | ムッシュかまやつ追悼特集                      | ムッシュかまやつ追悼特集                                                               |
| 第148回            | 2017年3月22日  | 谷村新司                                      | 花はどこへ行った                                                                       |
| 第149回            | 2017年3月26日  | 谷村新司                                      |                                                                                        |
| 第150回            | 2017年4月1日   | タケカワユキヒデ                              | ガンダーラ 銀河鉄道999                                                                 |
| 第151回            | 2017年4月8日   | 西島三重子                                    | 池上線 おひさまのたね                                                                  |
| 第152回            | 2017年4月15日  | 林亭                                          | 値上げ 風の歌を聞こう                                                                  |
| 第153回            | 2017年4月22日  | 辻香織                                        | コーヒーブルース 涙がこぼれたの                                                        |
| 第154回            | 2017年4月29日  | 我那覇美奈                                    | 青空 With A Wish                                                                       |
| 第155回            | 2017年5月6日   | 伊東たけし（T-SQUARE） 河野啓三（T-SQUARE）   | TRUTH TWILIGHT IN UPPER WEST                                                           |
| 第156回            | 2017年5月13日  | 高木麻早                                      | ひとりぼっちの部屋 ピーカーブー                                                        |
| 第157回            | 2017年5月20日  | 岡本真夜                                      | TOMORROW ほうき星                                                                      |
| 第158回            | 2017年5月27日  | 高野寛                                        | 500マイル ベステンダンク                                                               |
| 第159回            | 2017年6月3日   | ラグパパス・ジャグバンド                      | ラストダンス 夕暮れのバイパス                                                          |
| 第160回            | 2017年6月10日  | 宇佐元恭一                                    | 雨ニモマケズ                                                                           |
| 第161回            | 2017年6月17日  | あがた森魚                                    | 赤色エレジー いつものようにただだまって                                                |
| 第162回            | 2017年6月24日  | ミッキー・カーチス                            | 恋の片道切符 テネシーワルツ                                                            |
| 第163回            | 2017年7月1日   | 松尾清憲                                      | 愛しのロージー One More Smile                                                          |
| 第164回            | 2017年7月8日   | 水越けいこ                                    | ほほにキスして Too far away                                                            |
| 第165回            | 2017年7月15日  | ビリー・バンバン                              | 白いブランコ さよなら涙                                                                |
| 第166回            | 2017年7月22日  | SLOW DOWN                                     | 生きてゆくことは Hard Times Come Again No More                                         |
| 第167回            | 2017年7月29日  | 岩沢幸矢                                      | マストの日時計 Little George                                                           |
| 第168回            | 2017年8月5日   | 岸田敏志                                      | きみの朝 黄昏                                                                          |
| 第169回            | 2017年8月12日  | おおはた雄一                                  | 個人的な必需品 君を忘れちゃうよ                                                        |
| 第170回            | 2017年8月19日  | PANTA                                         | さようなら世界夫人よ 時代はサーカスの象にのって                                        |
| 第171回            | 2017年8月26日  | Shime&Nishiumi                                | 君のうた やっとわかる絆                                                                |
| 第172回            | 2017年9月2日   | 宇崎竜童                                      | 君の笑顔価千金 など                                                                    |
| 第173回            | 2017年9月9日   | 宇崎竜童                                      |                                                                                        |
| 第174回            | 2017年9月16日  | K                                             | Only Human 桐箪笥のうた                                                                |
| 第175回            | 2017年9月23日  | マイ･ペース                                   | 東京 旅の途中                                                                          |
| 第176回            | 2017年9月30日  | 小室等 with 谷川賢作、八木のぶお              | [ 注 14 ]                                                                              |
| 第177回            | 2017年10月7日  | SSK ALL STARS 小室等 with 谷川賢作 八木のぶお | [ 注 14 ]                                                                              |
| 第178回            | 2017年10月14日 | SSK ALL STARS                                 | [ 注 14 ]                                                                              |
| 第179回            | 2017年10月21日 | SSK ALL STARS                                 | [ 注 14 ]                                                                              |
| 第180回            | 2017年10月28日 | SSK ALL STARS                                 | [ 注 14 ]                                                                              |
| 第181回            | 2017年11月4日  | SSK ALL STARS                                 | [ 注 14 ]                                                                              |
| 第182回            | 2017年11月11日 | りりィ追悼特集                                | りりィ追悼特集                                                                         |
| 第183回            | 2017年11月18日 | 柳原陽一郎                                    | ホントのバラッド さよなら人類                                                          |
| 第184回            | 2017年11月25日 | 小林啓子                                      | 比叡おろし スライダーを覚えて                                                          |
| 第185回            | 2017年12月2日  | 麻田浩                                        | 風に吹かれてみたいから Guabi Guabi                                                     |
| 第186回            | 2017年12月9日  | 平山みき                                      | 真夏の出来事 恋の気分で                                                                |
| 第187回            | 2017年12月16日 | よしだよしこ                                  | 鉱夫の祈り Fortune                                                                     |
| 第188回            | 2017年12月23日 | 大野真澄                                      | 美しすぎて 忘れていたもの                                                              |
| 第189回            | 2018年1月6日   | 坂田おさむ                                    | ありがとうの花 みなみのしまのこどもたち                                                |
| 第190回            | 2018年1月13日  | 影山ヒロノブ                                  | CHA-LA HEAD-CHA-LA 夜の海                                                              |
| 第191回            | 2018年1月20日  | 豊島たづみ                                    | とまどいトワイライト 真円の月                                                          |
| 第192回            | 2018年1月27日  | 松田幸一                                      | サマータイム 港                                                                        |
| 第193回            | 2018年2月3日   | 庄野真代                                      | 飛んでイスタンブール 平和のうた                                                        |
| 第194回            | 2018年2月10日  | 堀江淳                                        | メモリーグラス 故郷                                                                    |
| 第195回            | 2018年2月17日  | 香西かおり                                    | 無言坂 標ない道                                                                        |
| 第196回            | 2018年2月24日  | 南佳孝                                        | モンロー・ウォーク 面影橋から                                                          |
| 第197回            | 2018年3月3日   | 植村花菜                                      | トイレの神様                                                                           |
| 第198回            | 2018年3月10日  | トワエモワ                                    | 七つの水仙 イランカラプテ                                                              |
| 第199回            | 2018年3月17日  | 立花家橘之助                                  | たぬき                                                                                 |
| 第200回            | 2018年3月24日  | エディ藩                                      | 銀色のグラス ヨコハマ・ホンキートンク・ブルース                                        |
| 第201回 （最終回） | 2018年3月31日  |                                               |                                                                                        |